# Lovro Zvonarek
Lovro Zvonarek (* 8. Mai 2005 in Čakovec) ist ein kroatischer Fußballspieler. Der offensive Mittelfeldspieler debütierte im Alter von 16 Jahren und 4 Tagen für Slaven Belupo. Er steht als Leihspieler des FC Bayern München beim Grasshopper Club Zürich unter Vertrag.

## Karriere

### Vereine
Zvonarek begann seine fußballerische Ausbildung beim NK Tehnika-Koprivnica. Im Jahr 2017 wechselte er in die Jugend von Slaven Belupo. Von 2018 bis 2019 kehrte er für ein Jahr zurück nach Koprivnica und anschließend zu Slaven Belupo. Am 12. Mai 2021 debütierte er kurz nach seinem 16. Geburtstag für die Profimannschaft in der 1. HNL. Bis zum Ende der Saison 2020/21 folgte ein weiterer Einsatz in der höchsten kroatischen Spielklasse, in dem er sein erstes Tor erzielte und damit Halilović auch als jüngsten Torschützen ablöste. In der Saison 2021/22 wurde der Offensivspieler, der formal dem älteren Jahrgang der B-Junioren (U17) angehörte, im Laufe der Spielzeit zum immer wichtigeren Bestandteil des Profikaders. Er absolvierte im offensiven Mittelfeld und teils auf dem Flügel 20 Erstligaeinsätze, stand 19-mal in der Startelf und erzielte 3 Tore. In den letzten 6 Spielen kam er über die volle Spielzeit zum Einsatz. Davon führte Zvonarek die Mannschaft in den letzten 5 Spielen als Mannschaftskapitän auf das Feld, womit er als 16-Jähriger zum jüngsten Kapitän eines europäischen Erstligisten wurde.
Zur Saison 2022/23 wechselte Zvonarek zum deutschen Rekordmeister FC Bayern München. Dort wurde der 17-Jährige, der auch noch zwei Spielzeiten für die A-Junioren (U19) spielberechtigt wäre und während der Vorbereitung kurzzeitig unter Julian Nagelsmann mit der ersten Mannschaft trainierte, in den Kader der zweiten Mannschaft integriert. Zvonarek spielte hauptsächlich in der viertklassigen Regionalliga Bayern, kam aber auch 4-mal für die U19 in der UEFA Youth League zum Einsatz, ehe diese nach der Gruppenphase ausschied. Auch in der Saison 2023/24 steht der Kroate im Kader der zweiten Mannschaft. Anfang November 2023 saß er unter Nagelsmanns Nachfolger Thomas Tuchel bei einer 1:2-Niederlage gegen den Drittligisten 1. FC Saarbrücken im DFB-Pokal erstmals bei den Profis bei einem Pflichtspiel auf der Bank, ohne allerdings eingewechselt zu werden. Am 27. Januar 2024 wurde er in der 90. Minute eingewechselt und kam damit gegen den FC Augsburg zu seinem ersten Bundesligaeinsatz. Sein erstes Bundesligator erzielte er bei seinem Startelfdebüt am 12. Mai 2024 (33. Spieltag) beim 2:0-Sieg im Heimspiel gegen den VfL Wolfsburg mit dem 1:0-Führungstreffer in der vierten Minute.
Zur Saison 2024/25 wechselte Zvonarek leihweise zum amtierenden österreichischen Meister SK Sturm Graz. Für Sturm kam er während der Leihe zu 13 Einsätzen in der Bundesliga. Mit den Grazern wurde er Meister. Im Juli 2025 wurde er anschließend in die Schweiz an den Grasshopper Club Zürich weiterverliehen.

### Nationalmannschaft
Zvonarek spielte von Oktober bis Dezember 2019 fünfmal für die U15-Nationalmannschaft Kroatiens, wobei er ein Tor erzielte. Im Oktober 2021 kam er zu drei Einsätzen für das U17-Team. In den folgenden zwei Jahren wurde er in der |U18- und der U19-Nationalmannschaft in insgesamt neun Länderspielen eingesetzt, in denen er fünf Tore erzielte. Sein Debüt für die U21-Nationalmannschaft gab er am 16. November 2023 in Nitra beim 2:2-Unentschieden gegen die U21-Nationalmannschaft der Slowakei.

## Erfolge
- Österreichischer Meister: 2025